# Кыпа-Корылькы (приток Корылькы, притока Варга-Сылькы)
Кыпа-Корылькы — река в России, протекает по территории Ямало-Ненецкого автономного округа. Устье реки находится в 87 км по левому берегу реки Корылькы. Длина реки составляет 88 км.

## Притоки
- 4 км: река без названия
- 22 км: река без названия
- 26 км: Кыпакыке
- 37 км: Сэнгкикя
- 39 км: Нярылькикя
- 56 км: Канаккикя

## Данные водного реестра
По данным государственного водного реестра России относится к Нижнеобскому бассейновому округу, водохозяйственный участок реки — Таз. Речной бассейн реки — Таз.
Код объекта в государственном водном реестре — 15050000112115300069725.